# Ana, kći Presijana I.
| Portal:Europa | Portal:Europa |

Ana (bugarski Анна) bila je bugarska plemkinja te kći bugarskog kana. Živjela je u 9. stoljeću.

## Biografija
Ana je bila kći kana Presijana I. Bugarskog (Персиян), koji je bio pagan. Ime Anine majke nepoznato je, dok se Anin djed zvao Zviniča. Anino je izvorno ime također nepoznato — bila je isprva paganka, ali se preobratila na kršćanstvo. Prema kronici, zarobili su ju Bizantinci te se preobratila na carevu dvoru, ali se vratila u Bugarsku nakon što je redovnik Teodor Koupharas poslan u Bizant.
Brat ili polubrat gospe Ane bio je knez Boris I. Bugarski, koji je također prihvatio kršćanstvo te je slavljen kao svetac u Bugarskoj. Svoju je kćer nazvao po Ani.
Nepoznato je kada je Ana umrla. Pokopana je u Bugarskoj.